# وینچستر (کالیفرنیا)
وینچستر (به انگلیسی: Winchester) یک منطقهٔ مسکونی در ایالات متحده آمریکا است که در شهرستان ریورساید، کالیفرنیا واقع شده‌است. وینچستر ۲۰٫۰۲۵ کیلومتر مربع مساحت و ۲٬۵۳۴ نفر جمعیت دارد و ۴۴۹ متر بالاتر از سطح دریا واقع شده‌است.